# Amore nou
Amore nou è un singolo del gruppo musicale italiano Tazenda, l'unico estratto dall'album dal vivo Il respiro live, pubblicato il 2 ottobre 2015.

## Video musicale
Il video ufficiale del brano, pubblicato il 25 settembre su YouTube, è stato diretto dal regista di Osilo Daniele Paglia in collaborazione con Giuseppe Paglia. Protagonista è l'attrice cagliaritana Caterina Murino, mentre la location scelta è stata Punta Giglio, a Porto Conte, vicino ad Alghero.

## Tracce
Testi di Gino Marielli e Giuseppe Anastasi, musiche di Gino Marielli.
1. Amore nou – 3:47